# Тайлер Бертуцці
Тайлер Бертуцці (англ. Tyler Bertuzzi; нар. 24 лютого 1995, Садбері) — канадський хокеїст, крайній нападник клубу НХЛ «Чикаго Блекгокс». Гравець збірної команди Канади.
Тайлер племінник відомого в минулому гравця НХЛ Тодда Бертуцці.

## Ігрова кар'єра
Хокейну кар'єру розпочав 2011 року виступами за юніорську команду «Гвелф Сторм» (ОХЛ).
2013 року був обраний на драфті НХЛ під 58-м загальним номером командою «Детройт Ред-Вінгс». 17 жовтня 2014 року «червоні крила» підписали з Бертуцці трирічний початковий контракт. З сезону 2014–15 років Тайлер виступав за фарм-клуб «Ред-Вінгс» «Гранд-Репідс Гріффінс» (АХЛ).
8 листопада 2016 року Бертуцці, дебютував у НХЛ в переможній грі 3–2 над «Філадельфія Флаєрс».
14 січня 2018 року Тайлер відзначився закинутою шайбою у ворота Джеффа Гласса («Чикаго Блекгокс»).
25 червня 2018 року «червоні крила» підписали контракт із Бертуцці на два роки. 12 січня 2019 року Бертуцці оформив свій перший хет-трик у кар'єрі в матчі проти команди «Міннесота Вайлд».
31 липня 2021 року сторони підписали контракт ще на два роки.
14 жовтня 2021 року Бертуцці в матчі проти «Тампа-Бей Лайтнінг» оформив покер, правда він не допоміг його команді, вона поступилась в овертаймі 7–6.
2 березня 2023 року Тайлера обміняли до клубу «Бостон Брюїнс».
2 липня 2023 року Бертуцці підписав однорічний контракт із «Торонто Мейпл-Ліфс». 14 жовтня 2023, відкрив лік закинутим шайбам відзначившись у воротах, які захищав Філіп Густавссон, «Мейпл-Ліфс» перемогли команду «Міннесота Вайлд» з рахунком 7–4.
Наразі ж грає за клуб НХЛ «Чикаго Блекгокс».
Гравець збірної команди Канади, на головних турнірах світового хокею провів 5 ігор в її складі.

## Нагороди та досягнення
- Володар Кубка Колдера в складі «Гранд-Репідс Гріффінс» — 2017.[16]
- Учасник матчу усіх зірок НХЛ — 2020.[17]

## Статистика

### Клубні виступи
| 2011–12      | «Гвелф Сторм»           | ОХЛ          | 61  | 6   | 11  | 17  | 117 | 6  | 0  | 2  | 2  | 7  |
| 2012–13      | «Гвелф Сторм»           | ОХЛ          | 43  | 13  | 9   | 22  | 68  | 5  | 0  | 0  | 0  | 14 |
| 2013–14      | «Гвелф Сторм»           | ОХЛ          | 29  | 10  | 25  | 35  | 49  | 18 | 10 | 7  | 17 | 24 |
| 2014–15      | «Гвелф Сторм»           | ОХЛ          | 68  | 43  | 55  | 98  | 91  | 9  | 6  | 2  | 8  | 10 |
| 2014–15      | «Гранд-Репідс Гріффінс» | АХЛ          | 2   | 1   | 0   | 1   | 0   | 14 | 7  | 5  | 12 | 10 |
| 2015–16      | «Гранд-Репідс Гріффінс» | АХЛ          | 71  | 12  | 18  | 30  | 133 | 9  | 7  | 1  | 8  | 8  |
| 2016–17      | «Гранд-Репідс Гріффінс» | АХЛ          | 48  | 12  | 25  | 37  | 37  | 19 | 9  | 10 | 19 | 50 |
| 2016–17      | «Детройт Ред-Вінгс»     | НХЛ          | 7   | 0   | 0   | 0   | 0   | —  | —  | —  | —  | —  |
| 2017–18      | «Гранд-Репідс Гріффінс» | АХЛ          | 16  | 7   | 7   | 14  | 34  | —  | —  | —  | —  | —  |
| 2017–18      | «Детройт Ред-Вінгс»     | НХЛ          | 48  | 7   | 17  | 24  | 39  | —  | —  | —  | —  | —  |
| 2018–19      | «Детройт Ред-Вінгс»     | НХЛ          | 73  | 21  | 26  | 47  | 36  | —  | —  | —  | —  | —  |
| 2019–20      | «Детройт Ред-Вінгс»     | НХЛ          | 71  | 21  | 27  | 48  | 40  | —  | —  | —  | —  | —  |
| 2020–21      | «Детройт Ред-Вінгс»     | НХЛ          | 9   | 5   | 2   | 7   | 4   | —  | —  | —  | —  | —  |
| 2021–22      | «Детройт Ред-Вінгс»     | НХЛ          | 68  | 30  | 32  | 62  | 47  | —  | —  | —  | —  | —  |
| 2022–23      | «Детройт Ред-Вінгс»     | НХЛ          | 29  | 4   | 10  | 14  | 23  | —  | —  | —  | —  | —  |
| 2022–23      | «Бостон Брюїнс»         | НХЛ          | 21  | 4   | 12  | 16  | 6   | 7  | 5  | 5  | 10 | 26 |
| 2023–24      | «Торонто Мейпл-Ліфс»    | НХЛ          | 80  | 21  | 22  | 43  | 53  | 7  | 1  | 3  | 4  | 6  |
| 2024–25      | «Чикаго Блекгокс»       | НХЛ          | 82  | 23  | 23  | 46  | 51  | —  | —  | —  | —  | —  |
| Усього в НХЛ | Усього в НХЛ            | Усього в НХЛ | 488 | 136 | 171 | 307 | 299 | 14 | 6  | 8  | 14 | 32 |

### Збірна
| Рік                | Команда            | Турнір             | Місце              |   | І | Г | П | О | ШХ |
| ------------------ | ------------------ | ------------------ | ------------------ | - | - | - | - | - | -- |
| 2019               | Канада             | ЧС                 | 2                  | 5 | 0 | 0 | 0 | 0 |    |
| Національна збірна | Національна збірна | Національна збірна | Національна збірна | 5 | 0 | 0 | 0 | 0 |    |